# Mara Rocha
Cylmara Fernandes da Rocha Gripp, mais conhecida como Mara Rocha (Rio Branco, 4 de setembro de 1973) é uma empresária e política brasileira, Filiada Ao Republicanos. Foi deputada federal pelo Acre.

## Biografia
É formada em Educação física e Jornalismo pela Universidade Federal do Acre (UFAC).
Nas eleições de 2018, foi eleita a deputada federal mais votada do estado do Acre, com mais de 40 mil votos.
Seu irmão, Major Rocha (PSL), foi deputado federal e também vice-governador do Estado do Acre.
Se candidatou ao governo do Acre na eleição estadual de 2022 e ficou em terceiro lugar com pouco mais de 47 mil votos.

## Desempenho eleitoral
| Ano  | Eleição           | Partido | Cargo            | Votos  | %      | Resultado  | Ref   |
| ---- | ----------------- | ------- | ---------------- | ------ | ------ | ---------- | ----- |
| 2018 | Estaduais no Acre | PSDB    | Deputada federal | 40 047 | 9,42%  | Eleita     | [ 6 ] |
| 2022 | Estaduais no Acre | MDB     | Governadora      | 47 173 | 11,06% | Não eleita | [ 7 ] |